# Geschichte Für Alle – Institut für Regionalgeschichte
Der Verein Geschichte Für Alle e. V. wurde 1985 von einer Gruppe Erlanger Geschichtsstudenten  zur „Förderung junger Historiker und Historikerinnen“ – so der ursprüngliche Untertitel – gegründet. Aus einer studentischen Initiative, die von Beginn an das Ziel verfolgte, Regionalgeschichte zu erforschen und unterschiedlichen Zielgruppen zu vermitteln, erwuchs bis heute ein Verein mit über 1600 Mitgliedern und professionellen Strukturen, der inzwischen 28 Mitarbeitende und über 350 Honorarkräfte beschäftigt. Vereinssitz ist Nürnberg, das Tätigkeitsfeld umfasst aber die gesamte Region Nürnberg, Fürth, Erlangen und Bamberg.

## Stadtrundgänge
Die zahlreichen von Geschichte Für Alle e. V. angebotenen Themen der Stadtführungen in Nürnberg, Erlangen, Fürth und Bamberg reichen von alltags-, sozial- und kulturgeschichtlichen Themen über Stadtteilgeschichte bis zu überregional bedeutenden Themen wie
- Nürnberg als bedeutsame Stadt im Spätmittelalter
- Fürth als ehemaliges Zentrum des süddeutschen Judentums
- Erlangen als Paradebeispiel einer barocken Planstadt
- Bamberg als geistliche Residenz
- Albrecht Dürer als wichtigster deutscher Künstler seiner Zeit
- die Reichsparteitage der NSDAP als zentrales Ereignis der nationalsozialistischen Propaganda
- die Nürnberger Prozesse als groß angelegter Versuch, Staatsverbrechen mit den Mitteln der Justiz zu bewältigen.

Das umfangreiche Stadtrundgangsangebot mit ca. 250 verschiedenen Themen wird jedes Jahr durch neue Angebote für verschiedene Zielgruppen wie Kinder, Jugendliche, Erwachsene, Senioren, Firmengruppen, Einheimische und Touristen erweitert.
Im Jahr 2001 erweiterte sich das Tätigkeitsfeld um die Stadt Bamberg: seit diesem Jahr werden die Aktivitäten des Vereins Bamberger Schleichwegla e. V. innerhalb des Vereins Geschichte Für Alle e. V. weitergeführt und eine zweite Geschäftsstelle in Bamberg eingerichtet.

## Museumspädagogik
Von 1999 bis Anfang 2011 war der Verein Geschichte Für Alle e. V. – Institut für Regionalgeschichte, wie sich der Verein heute nennt, mit der Konzeption und der Durchführung museumspädagogischer Angebote im Jüdischen Museum Franken in Fürth betraut. Seit der Eröffnung im Jahr 2001 betreut Geschichte Für Alle e. V. gemeinsam mit anderen Bildungsträgern in Nürnberg das Studienforum im Dokumentationszentrum Reichsparteitagsgelände und bietet dort zahlreiche Bildungsangebote zur Geschichte des Nationalsozialismus an. Seit November 2010 gehört auch das Memorium Nürnberger Prozesse zu den Tätigkeitsfeldern des Vereins.
Auch zu den bayerischen Landesausstellungen Kaiser Heinrich II. in Bamberg (2002) und 200 Jahre Franken in Bayern in Nürnberg (2006) bot der Verein als Partner des Hauses der Bayerischen Geschichte Begleitprogramme an.

## Henkerhaus Nürnberg
Im September 2007 wurde unter der Trägerschaft von Geschichte Für Alle e. V. – Institut für Regionalgeschichte ein kleines rechtshistorisches Museum eröffnet. Die Ausstellung im Henkerturm und im anschließenden Nürnberger Henkerhaus, der ehemaligen Dienstwohnung des Nürnberger Henkers, erzählt vom Amt des Henkers und dem berühmtesten Henker der Stadt, Franz Schmidt, durch dessen Diensttagebuch zahlreiche Details aus der Alltagsgeschichte der Reichsstadt Nürnberg um 1600 überliefert sind.
Die Ausstellung im Henkerhaus stellt ein Beispiel der historischen Forschungsarbeiten des Vereins dar und ist seit September 2007 dauerhaft der Öffentlichkeit zugänglich.

## Forschungsarbeiten und Geschichtsprojekte
Der Verein gibt seit 1994 eine bis heute durchnummerierte Vereinspublikation heraus, den „Nürnberger GeschichtsRundbrief“. Neuere Exemplare sind auf der Website erhältlich, die Universitätsbibliothek Erlangen hat die Hefte vollständig gesammelt bzw. als Fotokopie ediert.
Neben Stadtrundgängen, museumspädagogischen Angeboten und Vorträgen wird Geschichtsvermittlung von Geschichte Für Alle e. V. – Institut für Regionalgeschichte durch  zahlreiche Geschichtsprojekte, Publikationen und Ausstellungen umgesetzt. Die meisten Publikationen erscheinen im Sandberg-Verlag Nürnberg.

## Auszeichnungen
- 1994 Förderungspreis der Stadt Nürnberg.
- 2001 Innovationspreis der Region Nürnberg (verliehen an die Partner im Studienforum des Dokumentationszentrum Reichsparteitagsgelände)

## Dachverband
Geschichte Für Alle e. V. ist Mitglied des Forums Neue Städtetouren (FNS), eines Zusammenschlusses von etwa 20 Anbietern von Stadterkundungen mit gemeinsamen Qualitätsstandards in Deutschland und der Schweiz.